# Нова-Тебас
Нова-Тебас (порт. Nova Tebas) — муниципалитет в Бразилии, входит в штат Парана. Составная часть мезорегиона Северо-центральная часть штата Парана. Входит в экономико-статистический  микрорегион Ивайпоран. Население составляет 3481 человек на 2006 год. Занимает площадь 545,693 км². Плотность населения — 6,4 чел./км².

## История
Город основан в 1989 году.

## Статистика
- Валовой внутренний продукт на 2003 год составляет 41 608 310,00 реалов (данные: Бразильский институт географии и статистики).
- Валовой внутренний продукт на душу населения на 2003 год составляет 6678,70 реалов (данные: Бразильский институт географии и статистики).
- Индекс развития человеческого потенциала на 2000 год составляет 0,689 (данные: Программа развития ООН).

## География
Климат местности: субтропический. В соответствии с классификацией Кёппена, климат относится к категории Cfa.